# Anse à Galets (kommun)
Anse à Galets är en kommun i Haiti.   Den ligger i departementet Ouest, i den västra delen av landet, 70 km väster om huvudstaden Port-au-Prince. Anse à Galets ligger på ön Île de la Gonâve.